# كارلوفاتش
كارلوفاتس هي مدينة في وسط كرواتيا ومركز مقاطعة كارلوفاتس. يبلغ عدد سكانها 46827 نسمة وفقاً للنتائج الأولية لتعداد عام 2011، في حين يبلغ عدد سكان المقاطعة 55981 نسمة.
تقع المدينة على الطريق السريع بين زغرب ورييكا وخط سكة حديد على بعد 56كم جنوب غرب زغرب و 130كم من رييكا.

## تاريخ المدينة
بنى النمساويون كارلوفاتس من الصفر في 1579 من أجل تعزيز دفاعاتهم الجنوبية ضد التعديات العثمانية. وكان إنشاء حصن مدينة جديدة جزءاً من الصفقة بين النبلاء البروتستانتية من النمسا الداخلية والأرشيدوق كارل الثاني من النمسا. في مقابل حريتهم الدينية وافق النبلاء على تمويل بناء حصن جديد ضد الإمبراطورية العثمانية . وقد تأسست كحصن ذو ستة نجوم مبني على عزبه زرينسكي بالقرب من بلدة دوبوفاتس القديمة عند التقاء نهري كوبا وكورانا. ومع توسع المدينة في وقت لاحق، وصلت المنطقة الحضرية إلى نهري مريجنيتسا ودوبرا. . وكانت المدينة معروفة في الأصل باسم كارلشتات ( «مدينه تشارلز» باللغة الألمانية), بعد الأسرة الحاكمة، بناء على أوامر الذي بدأ البناء في يوليو 13, 1579. وكان مهندس المدينة ماتيا غامبين، في حين أن العمل على القلعة الجديدة أشرف عليه جورج خيفنهولر. وقد بنيت عمدا على التضاريس المعرضة للفيضانات والأمراض الناجمة عن المياه غير الصحية، بقصد عرقلة التقدم التركي.

## تاريخ المعاصر

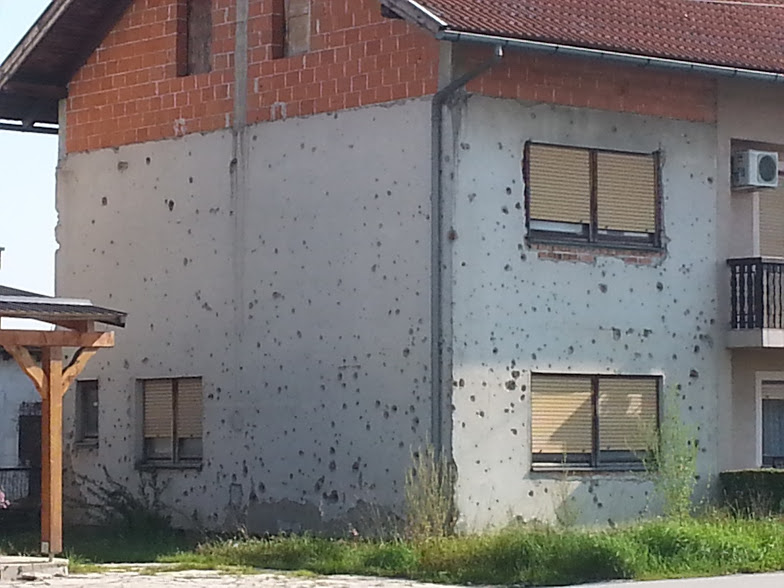
منزل في كارلوفاتش تضرر في الحرب

عان كارلوفات من أضرار خلال حرب الاستقلال الكرواتية (1991-1995). حيث وجدت الأجزاء الجنوبية من المدينة نفسها بالقرب من الخطوط الأمامية بين جمهورية كرواتيا وجمهورية كرايينا الصربية، حيث دمر القصف أحياء عديدة في المدينة، كما تضرر وسط المدينة ومجلس المدينة والعديد من المباني الأخرى.
قام متحف مدينة كارلوفاتس بتحويل الثكنات العسكرية النمساوية القديمة إلى معرض متحف مخصص للتاريخ العسكري، من خلال الأسلحة المعروضة، لحرب الاستقلال الكرواتية. تذكرة لهذا الموقع صالحة أيضا لمتحف المدينة، بالإضافة إلى مجموعة من الدبابات في متحف كارلوفاتس.
حتى أوائل العقد الأول من القرن العشرين، كانت الصناعة الرئيسية في كارلوفاتش تتمثل في تخمير البيرة "Karlovačko" (كارلوفاتشكو)، التي تنتجها مخمرة كالروفاتشكو. بحلول عام 2007 ، أصبحت شركة HS Produkt المصنعة للأسلحة النارية سريعة النمو أكبر موظف في المدينة.
في 22 أكتوبر تشرين الأول 2016 تم افتتاح أول حوض مائي للمياه العذبة في كرواتيا، وأكبر حوض سمك في ذلك الجزء من أوروبا، أطلق عليه اسم Aquatika في كارلوفاتس.

## المدن الشقيقة
- ألساندريا، إيطاليا
- سراييفو، البوسنة والهرسك
- كانساس، الولايات المتحدة
- صوفيا، بلغاريا
- كراغوييفاتس، صربيا [5]

## الصور

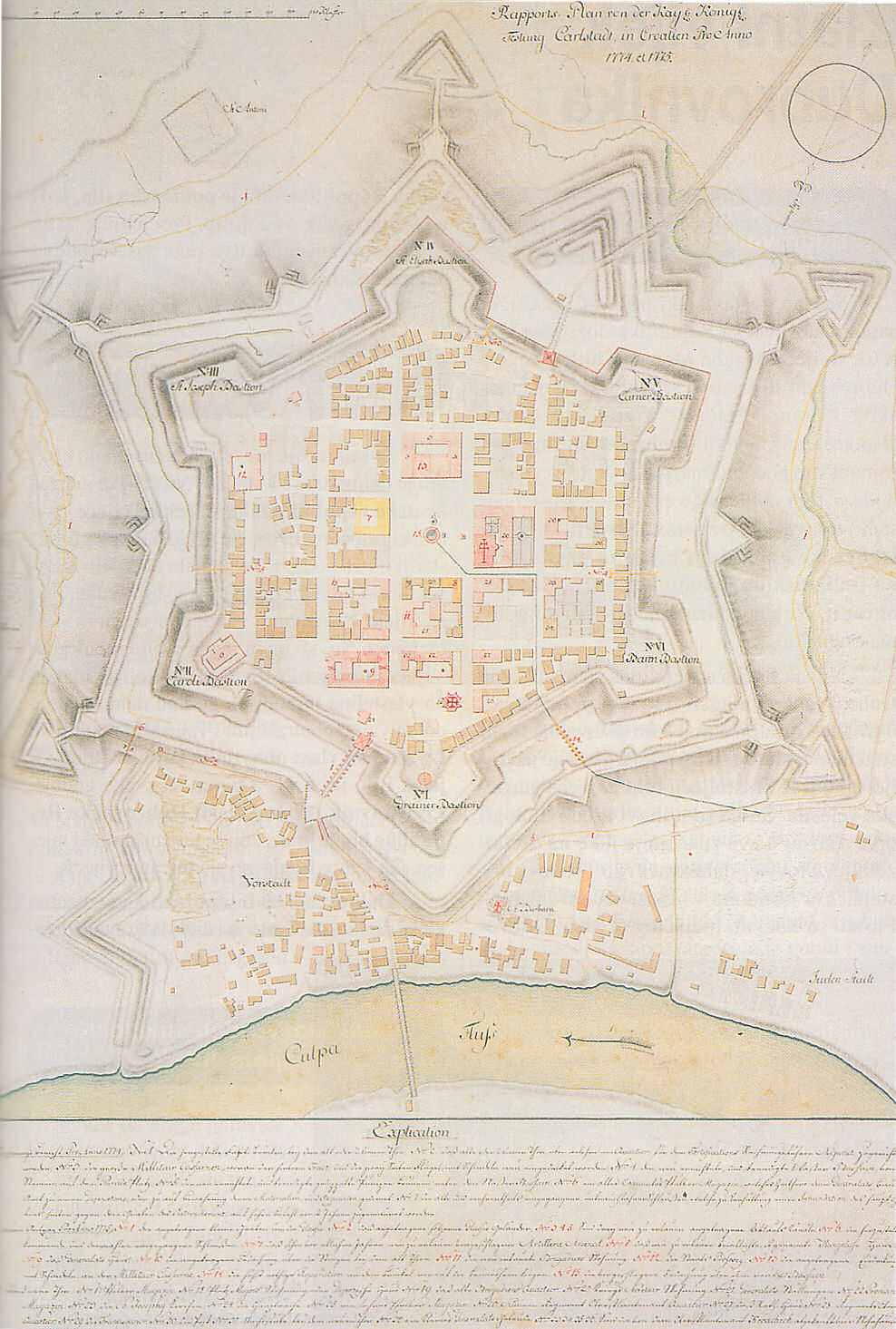
برزت مدينة كارلوفاتش بقلعتها المبنية على شكل نجمة والتي بنيت لصد هجمات العثمانيين.
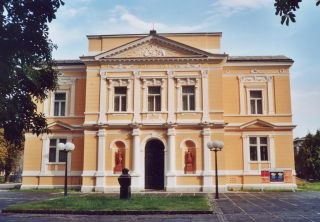
مسرح ("زورين دوم") في كارلوفاتش
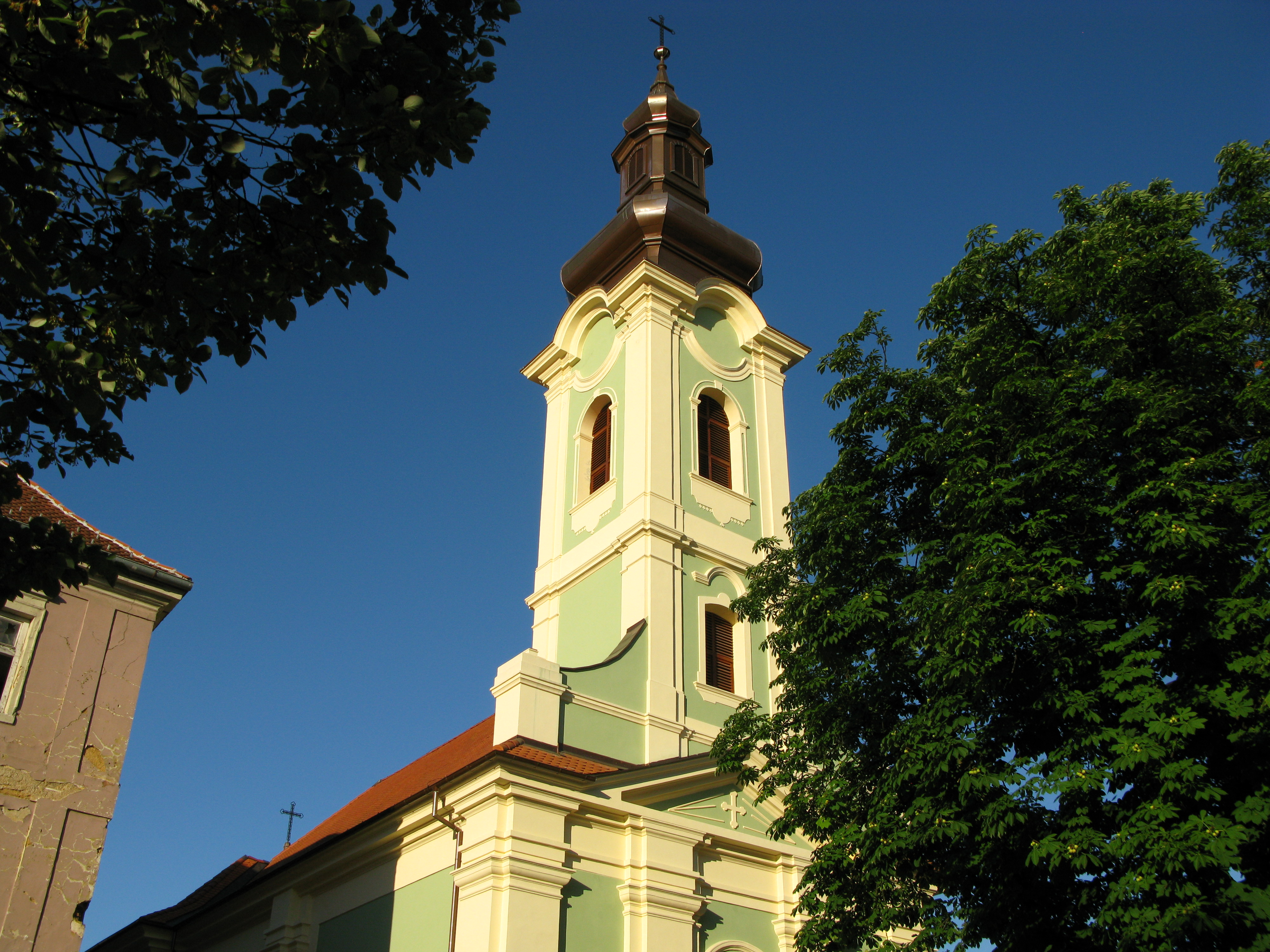
الكنسية الأرتودوكسية التي أعيد بناؤها وسط المدينة.
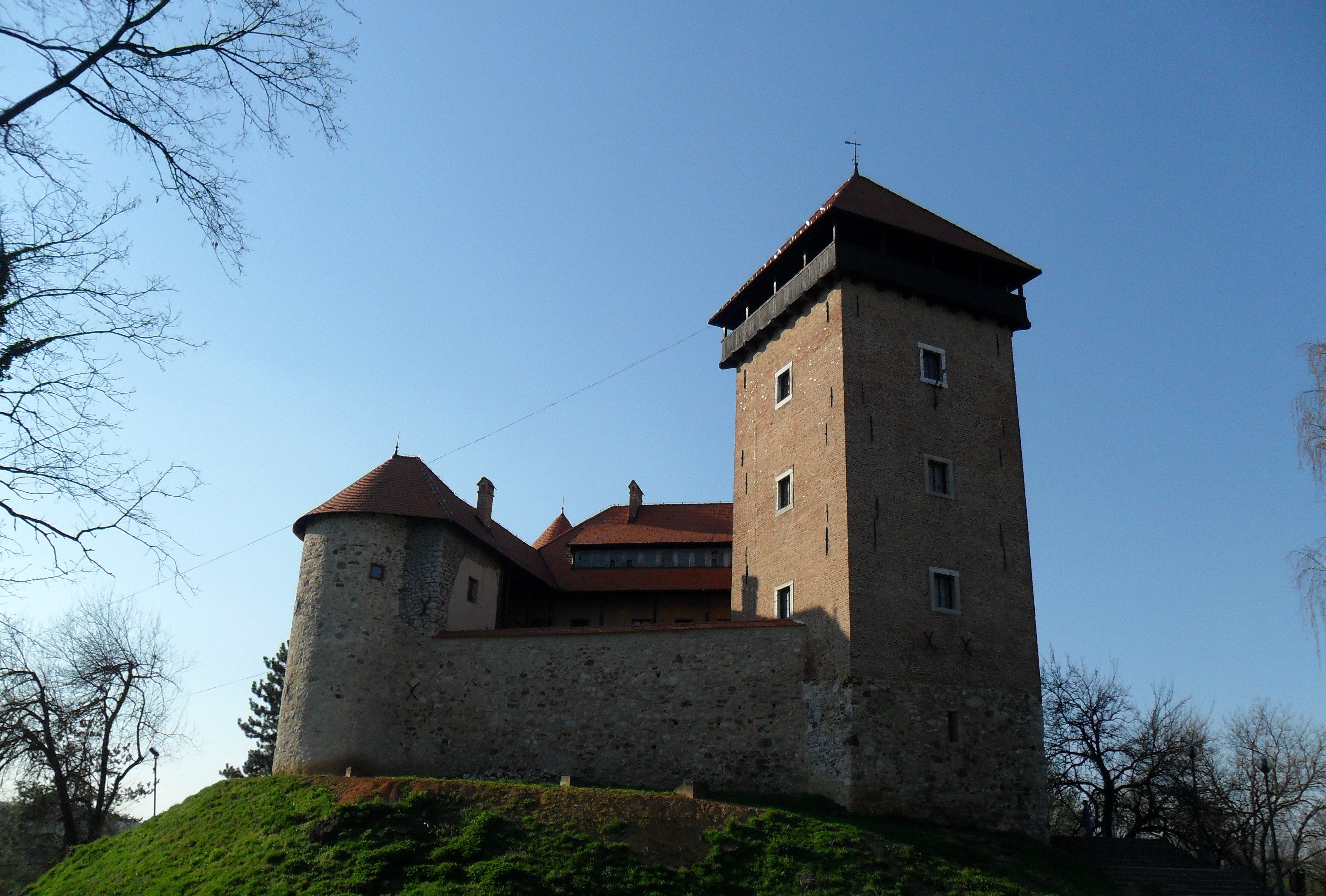
قلعة دوبوفاتش
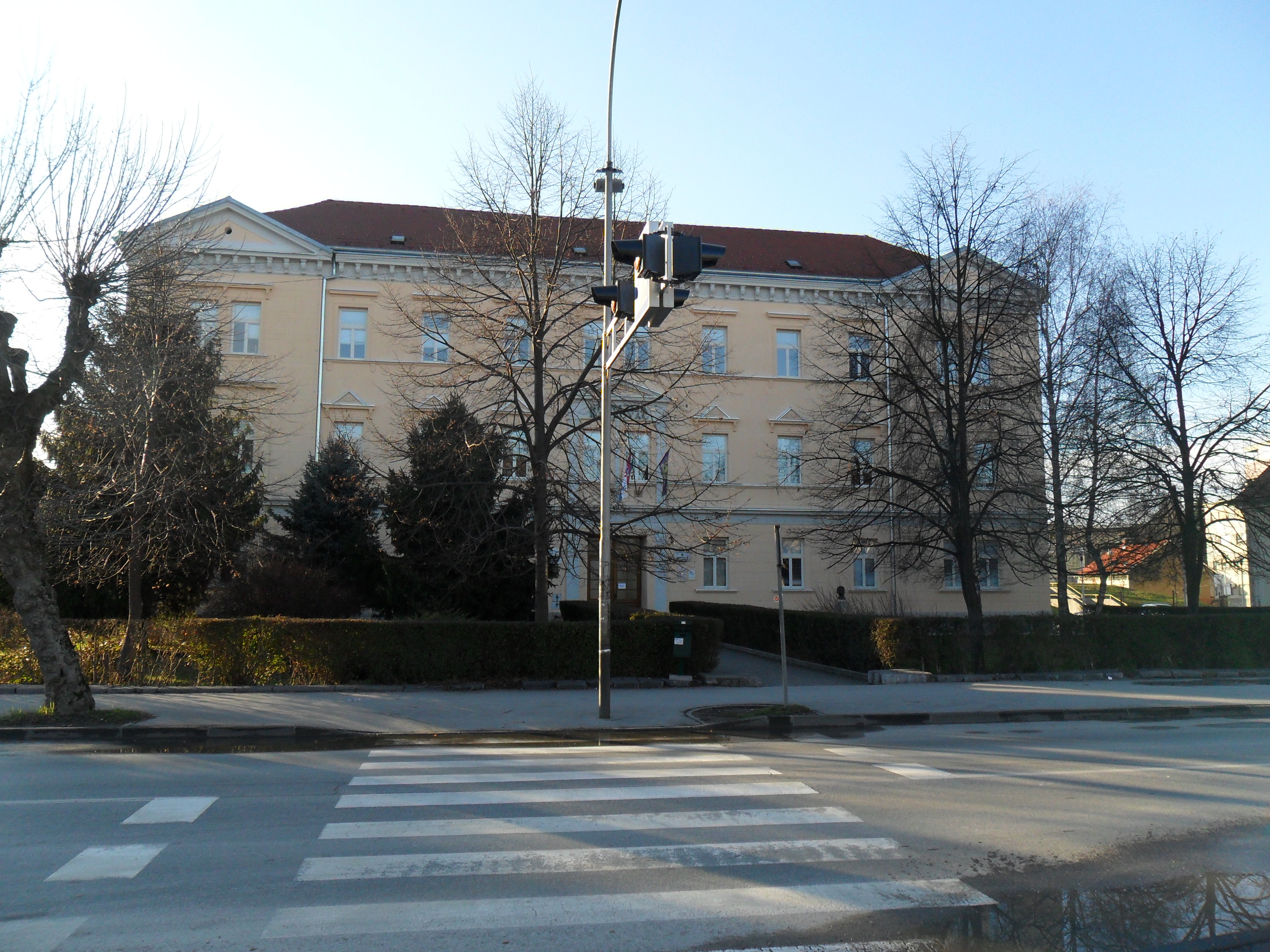
قاعة كارلوفاتش

1. 1 2  Register of spatial units of the State Geodetic Administration of the Republic of Croatia، QID:Q119585703
2. 1 2 3   http://www.karlovac.hr/cities-friends-3016/3016. {{استشهاد ويب}}: |url= بحاجة لعنوان (مساعدة) والوسيط |title= غير موجود أو فارغ (من ويكي بيانات) (مساعدة)
3. ↑   https://www.comune.alessandria.it/vivere-la-citta/promozione-della-citta/citta-gemellate. {{استشهاد ويب}}: |url= بحاجة لعنوان (مساعدة) والوسيط |title= غير موجود أو فارغ (من ويكي بيانات) (مساعدة)
4. ↑  GeoNames (بالإنجليزية), 2005, QID:Q830106
5. ↑  "Intrenational cooperation of the city of Kragujevac". City of Kragujevac. مؤرشف من الأصل في 2017-01-14. اطلع عليه بتاريخ 2012-01-29.